# Григор Зохраб
Григор Зохраб (на арменски: Գրիգոր Զոհրապ, 26 юни 1861 г., Цариград, Османска империя – 19 юли 1915 г., Шанлъурфа, Османска империя) е западноарменски писател, живял в Цариград. Зохраб е и адвокат, публицист, обществен и политически деец и благотворител. През 1915 година става жертва на арменския геноцид – убит е от турските погромисти по време на депортирането на арменското население от Западна Армения .

## Биография
Григор Зохраб е роден на 26 юни 1861 г. в Бешикташ. Придобира основното си образование в регионалния лицей Макруян. Когато бащата му умира, майка му повторно се омъжва за известен адвокат. Семейството се премества в Ортагюх, където Григор продължава обучението си в лицей Таргманчат. През този период той за пръв път започва да пише поезия и есета  .
През 1876 г. постъпва в единственото висше учебно заведение в Турция по онова време – лицея Галатасарай . Тук той усвоява геометрията и юридическата практика , а през 1880 г. получава работа като писар в адвокатската кантора на своя доведен баща. Едновременно с това посещава юридически курс в лицея Галатасарай, който скоро бива затворен. Година по-късно Зохраб се премества в друга образователна институция, но и нея напуска след 2 години, без да получи сертификат. През 1884 г. в град Одрин издържа изпита си и получава юридическо свидетелство.
В началото на 80-те години на XIX век Зохраб се превръща във видна и обещаваща фигура в литературното движение. Още 17-годишен, като служител на вестник „Лрабер“, в своите статии той проявява интерес към бъдещето на своята нация . По-късно получава званието професор и преподава наказателно право в Константинополския университет , а през 1883 г. с помощта на Акоп Баронян започва да издава списание „Йеркрагунд“. По-късно в това списание Зохраб започва да публикува първия си роман – „Изчезващото поколение“, който през 1887 г. е публикуван като отделна книга  .
През 1888 г. се жени за Клара Язинджиян. Двамата имат четири деца – Левон, Долорес, Арам и Хермелин . През 1892 г. под ръководството на Зохраб излиза списанието „Масис“, просъществувало само една година. Този период може да се нарече разцветът на работата на Зохраб. По това време той пише втория си, но недовършен роман „Нардик“, а освен това пише истории и публични статии на политически теми, които му донасят всеобщо признание .
По време на арменските кланета през 1894 – 1896 г. Зохраб временно се оттегля от литературата и се занимава основно с адвокатска дейност . През тези години той защитава арменските политически обвиняеми в съдилищата, като по този начин спасява живота на много хора. През 1906 г. обаче със заповед на министъра на правосъдието на него му е забранено да участва в процеси в Турция. Причината за това е процесът над един български революционер. Политическата активност на писателя не се харесва на турските власти .
Малко след това Зохраб заминава за Париж . Владее френски и успява да публикува юридическите си произведения в Европа. В бъдеще той планира да се премести със семейството си от Европа в Египет. След младотурската революция обаче се завръща в Константинопол .
През 1908 г. е избран в Арменското национално събрание и в османския парламент. Там Зохраб започва енергична дейност, изискваща признаване на политическите и националните права на всички народи в Армения. През 1909 г., по време на клането на арменци в Адана, той многократно настоява политиката на бившия султан Абдул-Хамид II да бъде спряна спрямо арменците. През 1911 г. Зохраб се обръща дори към министър-председателя на Турция по тези въпроси  .
През януари 1914 г. е подписано споразумение между Турция и Русия, свързано с арменските реформи, което гарантира безопасен живот на жителите на Западна Армения. Самият Зохраб изразява надежда за помощ от Русия. Избухналата Първа световна война обаче дава на турските власти основателна причина да извършат арменския геноцид, а подписаното споразумение вече няма значение  .
На 24 април 1915 г. за една нощ цялата арменска интелигенция в Константинопол е арестувана и подложена на депортация.  Зохраб прави всичко възможно, за да освободи някои от приятелите си – обръща се към държавници, дори към Талат паша, министър на вътрешните работи на Османската империя по онова време, с когото са добри познати. Всички обаче му дават празни обещания. Същата съдба очаква и самия Зохраб.
Той бива арестуван през май. Заедно с друг арестуван депутат, Зохраб е депортиран в Диарбекир, където се явява пред военен съд. Прекарва няколко седмици в Халеб. Някои източници твърдят, че самият Джемал паша се е опитал да освободи Зохраб, но Талат паша настоява за военен съд. Григор Зохраб бива убит в Шанлъурфа на 19 юли. Има няколко версии за смъртта му. Първата твърди, че Григор Зохраб е станал жертва на известните разбойници, водени от Черкез Ахмет, Халил и Назим. Според втората, турските главорези са му смачкали главата с камъни. Известно е обаче, че убийците са осъдени и екзекутирани през септември същата година, по заповед на Джемал паша .

## Творчество
Григор Зохраб оставя богато литературно наследство. Творбите му имат ценен принос и са публикувани на почти тридесет езика. Някои от тях все още са включени в училищната програма на Армения. Автор е на романи, стихотворения, различни статии, но разказите му са най-популярни .
От ранна възраст Зохраб се опитва да създава поезия, но тя не е широко известна. През 1883 г. той публикува романа си „Изчезващото поколение“, описващ живота на младежта от Константинопол. Разказите му са публикувани в три сборника: „Гласове на съвестта“, „Животът такъв, какъвто е“ и „Тихи болки“. С помощта на динамичен стил на разказване, елегантност на езика и простота, авторът успява да създаде невероятни психологически образи. Той развива традициите на реализма в арменската литература, а в разказите си разглежда социалните проблеми на работещите хора, техните притеснения и душевното им състояние в различни несправедливи ситуации.
В разказа „Бащин дълг“ (1892) Зохраб изследва човешката трагедия, социалното неравенство. Главният герой, Усеп ага, става обикновен продавач след фалит. Когато умира съпругата му, той не е в състояние да осигури ежедневните нужди на дъщерите си. Човекът в нужда се скита по улиците с искане на милостиня, но не получава нищо. За да скрие мъката си от дъщерите си, през нощта иска помощ от портрет на починалата си съпруга. В крайна сметка, неспособен да устои на ударите на съдбата, главният герой се самоубива.
В новелата „Магдалина“ (1902 г.) главните герои са бедни, изоставени жени, които попадат в жестоки житейски обстоятелства. Във „Вдовицата“ авторът разказва за жена на име Зардар, чийто съпруг напуска родното си село и отива в Константинопол. Поради бедността и високите данъци в селото, мъжът е принуден да печели пари в града. Баща му също е работил в чужда земя и сега се завръща в селото, тъй като синът му го е заменил. Скоро обаче съпругът на Зардар губи съвестта и срама си и се жени за слугиня, която притежава малко пари. Всички притеснения падат върху плещите на Зардар и тя прави всичко, за да изхранва децата и родителите на бившия си съпруг. Неблагодарните възрастни хора от своя страна обвиняват нещастната жена в предателство на сина им.
Разказите на Зохраб: „Щастлива смърт“, „Айнка“, „Забухо“, „Нерси“, „Буря“, „Прости ми, Господи“ разказват за трагедията на „малките хора“, алчността на капиталистите и лихварите, обичаите на благородните и буржоазните семейства  ...